# Cemal Ener
Mehmet Cemal Ener (* 1959 in Adana, Türkei) ist ein türkischer Lektor und literarischer Übersetzer ins Türkische.

## Leben und Wirken
Ener besuchte von 1970 bis 1978 das österreichische St. Georgs-Kolleg in Istanbul, Türkei. Er studierte anschließend bis 1984 in Wien Philosophie und Publizistik. 1986 kehrte er nach Istanbul zurück und arbeitete von 1987 bis 1993 als Reiseleiter. Seit 1991 betätigt er sich als freischaffender Übersetzer; sein Schwerpunkt liegt bei der Übersetzung von literarischen und philosophischen Werken vom Deutschen ins Türkische. Zurzeit ist er als Lektor und Übersetzer hauptsächlich für den türkischen Verlag Kanat Kitap in Istanbul tätig.
Ener hat wichtige Werke der Weltliteratur in das Türkische übertragen, darunter Buchveröffentlichungen von Leo Perutz, Bernhard Schlink, Peter Handke und Daniel Kehlmann; von Walter Benjamin, Gerhard Roth und Franz Kafka; sowie von Samuel Beckett, Michel Foucault und Karl Kraus. Zurzeit arbeitet er an einer türkischen Ausgabe der Werke von Robert Walser. Ener übersetzt auch türkische Literatur ins Deutsche; wobei er unter anderem 2007 von der S. Fischer Stiftung mit einem Arbeitsaufenthalt im Literarischen Colloquium in Berlin gefördert wurde.
Ener lebt und arbeitet in Istanbul.

## Übersetzungen ins Türkische (Auswahl)
- Michel Foucault: Dostluğa Dair. Telos Yayýnlarý, Istanbul 1992, ISBN 975-7638-06-4.
- Daniel Kehlmann: Ben ve Kaminski. Can Yayýnlarý, Istanbul 2007, ISBN 978-975-07-0862-6.
- Leo Perutz: Kiyamet Günü Ustasi. Kanat, Istanbul 2008, ISBN 978-975-8859-73-3.
- Franz Kafka: Babaya Mektup. Can Yayýnlarý, Istanbul 2008, ISBN 978-975-07-0955-5.